# Rinto Hanashiro
Rinto Hanashiro (jap. 花城 琳斗, Hanashiro Rinto; * 12. September 2005 in Okinawa, Präfektur Okinawa) ist ein japanischer Fußballspieler.

## Karriere
Hanashiro spielte in der Jugend für die JFA Academy Fukushima. Er war für mehrere japanische Junioren-Nationalmannschaften im Einsatz. Im Januar 2024 schloss Hanashiro sich der zweiten Mannschaft des VfB Stuttgart an. Am Ende der Saison 2023/24 erreichte er mit dem VfB II in der Regionalliga Südwest die Staffel-Meisterschaft und den damit verbundenen Aufstieg in die 3. Liga.
Hanashiro debütierte mit dem VfB Stuttgart II am 1. Spieltag der Saison 2024/25 am 3. August 2024 gegen Hansa Rostock in der 3. Profi-Liga. Im Sommer 2025 wurde sein Vertrag beim VfB aufgelöst.